# Icteracantha
Icteracantha är ett släkte av tvåvingar. Icteracantha ingår i familjen bredmunsflugor.
Kladogram enligt Catalogue of Life:
| Icteracantha | \| \| Icteracantha chalybeiventris \| \| \| \| \| \| Icteracantha cyaneiventris \| \| \| \| \| \| Icteracantha femorata \| \| \| \| \| \| Icteracantha spinulosa \| \| \| \| |
|              | \| \| Icteracantha chalybeiventris \| \| \| \| \| \| Icteracantha cyaneiventris \| \| \| \| \| \| Icteracantha femorata \| \| \| \| \| \| Icteracantha spinulosa \| \| \| \| |
|              | Icteracantha chalybeiventris |
|              | |
|              | Icteracantha cyaneiventris |
|              | |
|              | Icteracantha femorata |
|              | |
|              | Icteracantha spinulosa |
|              | |